# لورانس موتن
لورانس موتن (بالإنجليزية: Lawrence Moten) مواليد 25 مارس 1972 في واشنطن العاصمة، هو لاعب كرة سلة أمريكي معتزل. بدأ مسيرته الاحترافية في سنة 1995. تم اختياره من قبل فريق فانكوفر جريزليز خلال الدرافت. يبلغ طوله 6 قدم 5 بوصة (2.0 م). اعتزل اللعب في 2006. أحرز خلال مسيرته في الإن بي إيه 747 نقطة بمعدل 6.3 نقاط في المباراة الواحدة.

## روابط خارجية
- لورانس موتن على موقع إن بي أي (الإنجليزية)
- لورانس موتن على موقع سبورتس رفرنس (الإنجليزية)
- لورانس موتن على موقع كرة السلة الأوروبية.كوم (الإنجليزية)
- لورانس موتن على موقع كلية كرة السلة في سبورتس رفرنس.كوم (الإنجليزية)
- لورانس موتن على موقع ريلجم (الإنجليزية)
- لورانس موتن على موقع بروبوليرز (الإنجليزية)
- لورانس موتن على موقع سبورتس رفرنس (الإنجليزية)